# Santiago Mir Puig
Santiago Mir Puig (Barcelona, 5 de diciembre de 1947 - Ibídem, 6 de mayo de 2020) fue un jurista español, catedrático de Derecho Penal en la Universidad de Barcelona y en la Universidad Autónoma de Barcelona (UAB). Contribuyó a reformar el Derecho Penal español.Leyó su tesis doctoral en la Universidad de Navarra, bajo la supervisión del profesor Dr. Córdoba Roda.

## Biografía
Realizó la mayor parte de su carrera docente en la facultad de Derecho de la Universidad de Barcelona. Tras licenciarse, consiguió el doctorado en 1973, con una tesis doctoral sobre La reincidencia en el Código Penal.
Comenzó su docencia en la Universidad Autónoma de Barcelona (UAB): profesor adjunto (1974), profesor agregado (1976), y catedrático (1981). Al año siguiente se hizo cargo de la cátedra de Derecho Penal en la Universidad de Barcelona. Ocupó además los cargos de Director del Departamento de Derecho Penal y Ciencias Penales, y fue el coordinador de la Unidad Docente de los Estudios Criminológicos y de la Seguridad de la Facultad de Derecho de la UAB.
Mir Puig creó una escuela de penalistas, conocida como la escuela de Mir Puig. Dirigió decenas de tesis doctorales, y contó con numerosos discípulos, muchos de ellos en Latinoamérica. A partir de 1987 dirigió un máster anual sobre Derecho penal, dicho master a partir de 1997 junto a se impartió junto a la UAB y la Universidad Pompeu Fabra, codirigido con Jesús M. Silva Sánchez.
Falleció en Barcelona a los setenta y dos años el 6 de mayo de 2020 después de padecer una enfermedad durante diez años.

## Premios y reconocimientos
- 2007, Doctor honoris causa por la Universidad de Alcalá.[1][8]
- Profesor honorario de la Universidad Nacional de Trujillo (Perú).[1]
- Profesor honorario de la Universidad Nacional Mayor de San Marcos (Perú).[1]
- Presidente de honor de la Fundación Internacional de las Ciencias Penales.[4]

## Obra publicada

### Libros
- La reincidencia en el Código Penal. 1974.[4]
- Introducción a las bases del Derecho penal. 1976.[4]
- Función de la pena y teoría del delito en el Estado social y democrático de Dº. 1979.[4]
- Universidad Autónoma de Barcelona, ed. (1980). La reforma del derecho penal: trabajos del Seminario Hispano-germánico sobre la Reforma del Derecho Penal,. ISBN 8474880106.
- Derecho penal, Parte general. 1984.[4]
- El Derecho penal en el Estado social y democrático de Derecho. 1994.[4]
- Estado, pena y delito. 2006.[4]
- Bases constitucionales del Derecho penal. 2011.[4]

### Artículos

#### En español
- Contenido de la responsabilidad civil derivada del delito de alzamiento de bienes. Anuario de derecho concursa (18). 2009.  ISSN 1698-997X[9]
- Comentarios a la Jurisprudencia del Tribunal Supremo: problemas de omisión y rechazo a la asistencia médica. Anuario de derecho penal y ciencias penales,  ISSN 0210-3001, Tomo 62, Fasc/Mes 1, 2009.[9]
- El principio de proporcionalidad como fundamento constitucional de límites materiales del Derecho penal. Constitución, derechos fundamentales y sistema penal. Vol. 2, 2009. ISBN  978-84-9876-547-2.[9]

#### En otros idiomas
- Legal Goods Protected by the Law and Legal Goods Protected by the Criminal Law as Limits to the State’s Power to Criminalize Conduct. New Criminal Law Review, Vol. 11, N.º 3, 2008.[4]
- Das Verhältnismässigkeitsgrundsatz als Verfassungsgrundlage der materiellen Grenzen des Strafrechts. Festschrift f. W. Hassemer. 2010
- Evoluzione política e involuzione di diritto penale. Democrazia e autoritarismo nel diritto prnale, 2011.[4]

### Obra colectiva (colaboraciones)
- Norma de determinación, valoración de la norma y tipo penal. Estudios penales en homenaje a Enrique Gimbernat. Vol. 2, 2008,  ISBN 978-84-96261-51-8.[9]
- Las nuevas "penas" para personas jurídicas: una clase de "penas" sin culpabilidad. Responsabilidad de la empresa y compliance: programas de prevención, detección y reacción penal. 2014. ISBN 9788415276302.[9]

## Homenaje
- Silva Sánchez, Jesús-María; Queralt Jiménez, Joan Josep; Corcoy Bidasolo, Mirentxu; Castiñeira Palou, Mª Teresa, Estudios de Derecho Penal. Homenaje al profesor Santiago Mir Puig, Julio César Faria editor, Algete (Madrid), 2017, 1165 pp. ISBN:  978-9974-745-33-9